# Cannibale blues
Pour les articles homonymes, voir Cannibale.
Cannibale blues est le deuxième roman de Béatrice Hammer.

## Fiche de lecture
Ce roman de la déconstruction met en scène un jeune coopérant français de 24 ans, Ramou. Celui-ci débarque plein d’enthousiasme et de naïveté et dans un petit pays d'Afrique où il doit enseigner pendant deux ans l'économie générale à l'Institut Polytechnique. 
Joseph, son boy, l'observe. Il a la réputation de travailler pour le Sûreté. Il est en effet diplômé et éduqué. Il porte un regard attendri, amusé et parfois cruel sur son "patron" pour mieux dissimuler son secret.

## Parcours éditorial de l'ouvrage
Publié chez Pétrelle en janvier 1999, Cannibale blues a été la sélection "Attention talent" des libraires de la Fnac en mars 1999. Il est republié aux éditions d'Avallon en juin 2020.